# 트위터봇
트위터봇(영어:  Twitterbot) 또는 트위터 봇 계정은 트위터에 자동화된 게시글들을 만들거나 트위터 사용자들을 자동으로 팔로우하기 위해 사용되는 봇 프로그램 또는 그런 프로그램을 이용한 계정과 수동으로 봇과 같이 정보를 제공하는 계정을 통틀어 이르는 말이다. 이용중인 트위터 계정의 9~15%가 트위터봇이라고 한다. 트위터 봇 프로그램을 제공하는 서비스를 운영하는 사이트에서는 트윗봇이 가장 유명하다.

## 종류

### 자동봇
원래의 트위터봇은 자동봇만을 지칭했다. 자동으로 게시글을 올리거나 팔로우하는 등 자동으로 활동하는 일체의 봇을 말한다.

### 수동봇
수동봇은 원래의 트위터봇의 의미에는 포함되지 않았으나 스스로 계정명 뒤에 '봇'을 붙이고 수동으로 자동봇이 하는 역할과 비슷하게 게시글을 올리거나 팔로우하여 자동은 아니지만 봇과 같은 활동을 한다고 하여 봇이라고 불린다.

## 같이 보기
- 스팸봇